# モル質量
モル質量（、英: molar mass）とは、単位物質量当たりの質量である。物質の質量をその物質の物質量で割ったものに等しい。平たく言えば、物質 1 モル当たりのグラム数である。モル質量をアボガドロ定数で割ったものは、物質の要素粒子1個分の質量に相当する。逆に言えば、分子6.02214076×1023個分の質量が、その分子のモル質量である。モル質量は、その物質の要素粒子に固有の物理量であり、温度や圧力などには依らない。
モル質量の推奨される量記号は M であり、要素粒子の質量 (英: mass of entity) の推奨される量記号は mf である。モル質量の単位にはグラム毎モル (g/mol) が用いられることが多い。要素粒子1個分の質量の単位にはダルトン (Da) やキロダルトン (kDa) がしばしば用いられる。
モル質量は分子量、化学式量および原子量と密接な関係にある。化学物質のカタログや安全データシートに記載されている分子量または式量に単位 g/mol をつけたものは、モル質量に等しい。一方これらに単位 Da をつけたものは、要素粒子1個分の質量に等しい。すなわち分子量、化学式量および原子量に Da をつけたものはそれぞれ、分子の平均質量、化学式単位の平均質量、原子の平均質量である。
要素粒子を表す化学式を X とすると、モル質量 M(X) は化学式 X と化学式に含まれる元素の原子量から計算される。分子性物質のモル質量や高分子化合物の平均モル質量は、分子量測定によっても得られる。分子式 X が未知であっても、測定により得られた分子量に単位 g/mol をつけることで、モル質量が得られる。
物質の質量 w とモル質量 M(X) および物質量 n(X) との間には以下の関係がある。モル質量 M(X) が既知であれば、質量と物質量は互いに換算できる。

## 単位
質量のSI基本単位がキログラムであるので、モル質量の一貫性のあるSI単位は kg/mol （キログラム毎モル）である。化学においては通常、実用面あるいは歴史的経緯により g/mol （グラム毎モル）が用いられる。グラム毎モルは「一貫性のあるSI単位」ではないが、キログラム毎モルと同様にSI単位のひとつである。
要素粒子1個分の質量の単位としては、SI単位である キログラム (kg) やグラム (g) の他に、SI併用単位であるダルトン (Da) やキロダルトン (kDa) も用いられる。1ダルトンは、陽子や中性子や水素原子の質量にほぼ等しい。例えば水素原子1個分の質量は、1.008 Da である。
単位記号 Da で表されるダルトンは、ときにモル質量の単位として用いられ、1 Da = 1 g/mol と定義されることもある。しかしこれは厳密な意味では正しくない。「物理量は数値と単位の積で表される」という原則に従って厳密に書くと、NA をアボガドロ定数、Mu をモル質量定数、mu を原子質量定数として
{\displaystyle {\frac {M}{\mathrm {g\,mol^{-1}} }}={\frac {M}{M_{\text{u}}}}={\frac {{\overline {m}}_{\text{f}}N_{\text{A}}}{m_{\text{u}}N_{\text{A}}}}={\frac {{\overline {m}}_{\text{f}}}{m_{\text{u}}}}={\frac {{\overline {m}}_{\text{f}}}{\mathrm {Da} }}}
となる。すなわち、分子1個分の質量（分子の平均質量） mf を Da 単位で表したときの数値 mf/Da が、分子のモル質量 M を g/mol 単位で表したときの数値 M/(g/mol) に等しい、ということである。

## 原子のモル質量
原子のモル質量は、標準原子量にモル質量定数 1 g/mol をかけることにより得られる。
原子量は単位のない無次元量であるが、これにモル質量定数をかけたモル質量は g/mol という単位を持ち、したがって [質量]×[物質量]−1 という次元を持つ。
M(H) = 1.008 × 1 g/mol = 1.008 g/mol
| 原子 | 元素記号 E | 原子量 Ar(E) | モル質量 M(E) |
| ---- | ---------- | ------------ | ------------- |
| 炭素 | C          | 12.01        | 12.01 g/mol   |
| 酸素 | O          | 16.00        | 16.00 g/mol   |
| 硫黄 | S          | 32.07        | 32.07 g/mol   |
| 鉄   | Fe         | 55.85        | 55.85 g/mol   |

## 単体のモル質量
要素粒子に原子を指定したときの単体 E のモル質量は、原子 E のモル質量 M(E) に等しい。
単体の中には分子として存在するものもある。これらの分子のモル質量は、標準原子量に分子中に存在する原子数をかけて得られる分子量に、モル質量定数 1 g/mol をかけたものとなる。
M(H2) = 2 × 1.008 × 1 g/mol = 2.016 g/mol
水素分子のモル質量 M(H2) は、水素原子のモル質量 M(H) とは異なる。一般に、分子として存在しうる元素では「原子 E のモル質量 M(E)」と「分子 En のモル質量 M(En)」の（少なくとも）二種類の「元素 E のモル質量」が存在する。そのため例えば「硫黄のモル質量」という表記では曖昧さが生じる。M(S) と M(S8) のどちらのモル質量であるのかを、要素粒子を指定することで示さなければならない。モル質量は、物質に固有の物理的性質というよりむしろ、要素粒子に固有の物理的性質である。
| 分子   | 分子式 X | 分子量 Mr(X) | モル質量 M(X) |
| ------ | -------- | ------------ | ------------- |
| 窒素   | N2       | 28.01        | 28.01 g/mol   |
| 酸素   | O2       | 32.00        | 32.00 g/mol   |
| 白リン | P4       | 123.9        | 123.9 g/mol   |
| 硫黄   | S8       | 256.5        | 256.5 g/mol   |

## 化合物のモル質量
化合物のモル質量は、要素粒子を構成する原子の標準原子量の総和として分子量あるいは化学式量を求め、これにモル質量定数 1 g/mol をかけることにより得られる。
M(NaCl) = (22.99 + 35.45) × 1 g/mol = 58.44 g/mol
M(C12H22O11) = (12 × 12.01 + 22 × 1.008 + 11 × 16.00) × 1 g/mol = 342.3 g/mol
| 化合物           | 分子式 X | 組成式 Y  | 分子量 Mr(X) | 式量 Mr(Y) | モル質量 M(X), M(Y)     |
| ---------------- | -------- | --------- | ------------ | ---------- | ----------------------- |
| 水               | H2O      |           | 18.02        |            | 18.02 g/mol             |
| 塩化水素         | HCl      |           | 36.46        |            | 36.46 g/mol             |
| 二酸化炭素       | CO2      |           | 44.01        |            | 44.01 g/mol             |
| 五酸化二リン     | P4O10 0  | P2O5      | 283.9 0      | 141.9      | 283.9 g/mol 141.9 g/mol |
| 水酸化ナトリウム |          | NaOH      |              | 40.00      | 40.00 g/mol             |
| 塩化カルシウム   |          | CaCl2     |              | 111.0      | 111.0 g/mol             |
| 硫酸アルミニウム |          | Al2(SO4)3 |              | 342.2      | 342.2 g/mol             |
| 二酸化ケイ素     |          | SiO2      |              | 60.08      | 60.08 g/mol             |

五酸化二リンは、P4O10 を要素粒子とすることもあれば、P2O5 を要素粒子とすることもある。前者は分子、後者は化学式単位である。どちらを要素粒子に指定するかで五酸化二リンのモル質量は変わる。

## 混合物のモル質量
複数の純物質の混ざり合った混合物では、数平均モル質量 Mn が定義される。
{\displaystyle M_{\text{n}}={\frac {w}{n}}={\frac {\sum _{i}n({\text{X}}_{i})M({\text{X}}_{i})}{\sum _{i}n({\text{X}}_{i})}}=\sum _{i}x({\text{X}}_{i})M({\text{X}}_{i})}
ここで、w と n は混合物試料の質量と物質量であり、それぞれ各成分の質量の総和と物質量の総和に等しい。x(Xi) は化学式 Xi で表される成分 i のモル分率である。
例えば、空気の平均モル質量は、概算で
M(空気) = 4/5M(N2) + 1/5M(O2) = 29 g/mol
となる。これは空気の平均分子量に単位 g/mol をつけたものに等しい。

## 高分子のモル質量
高分子（ポリマー）は、個々の分子についてみればモノマーの重合度の異なるものを含んでいる。重合度が違えばモル質量も異なるので、ポリマーは分子量分布を持つ。この分野では、数平均モル質量 Mn に加えて、質量平均モル質量 Mm および z平均モル質量 MZ が用いられる。定義はそれぞれ
{\displaystyle M_{\text{m}}={\frac {\sum _{i}n({\text{X}}_{i})M({\text{X}}_{i})^{2}}{\sum _{i}n({\text{X}}_{i})M({\text{X}}_{i})}}\quad M_{\text{Z}}={\frac {\sum _{i}n({\text{X}}_{i})M({\text{X}}_{i})^{3}}{\sum _{i}n({\text{X}}_{i})M({\text{X}}_{i})^{2}}}}
である。これらの平均モル質量は、それぞれ数平均分子量、質量平均分子量（重量平均分子量）、Z平均分子量に単位 g/mol をつけたものに等しい。

## 原子質量と元素の原子量

### 原子質量
原子1個の質量を原子質量 (atomic mass) と呼び、記号 ma で表す。原子質量の単位には、SI単位であるキログラム (kg) やグラム (g) よりも、統一原子質量単位（u = mu = 約 1.66×10−27 kg）か ダルトン (Da = u) が用いられることが多い。同じ元素の原子でも、同位体により原子質量は異なる。例えば銅には安定同位体が二つある。これらの原子の原子質量はそれぞれ
ma(63Cu) = 62.92959772(56) u
ma(65Cu) = 64.92778970(71) u
である。( )内は下の桁の数値の不確かさであり、これらの原子質量の相対不確かさが 10−8 であることが分かる。天然に存在する全ての核種の原子質量は、この例のように極めて高い精度で測定されていて、一覧表にまとめられている。
原子 E の平均質量 ma(E) は、試料に含まれる元素 E の同位体の原子質量の加重平均である。
{\displaystyle {\overline {m}}_{\text{a}}(\mathrm {E} )=\sum _{i}x(^{i}{\text{E}})m_{\text{a}}(^{i}{\text{E}})}
ここで、x(iE) は同位体 iE のモル分率である。同位体の存在比は試料ごとに異なるが、多くの場合これを天然存在比に等しいものとして ma を計算しても、十分に正確である。例えば銅の同位体の天然存在比は
x(63Cu) = 0.6915(15)
x(65Cu) = 0.3085(15)
である。( )内は下の桁の数値の不確かさであり、試料により同位体存在比がこの程度違うことを示している。天然存在比を使って計算すると、銅原子の平均質量は ma(Cu) = 63.546(3) u となる。この平均質量の相対不確かさは 5×10−5 であり、同位体の原子質量の不確かさよりもずっと大きいが、通常の目的には十分な精度がある。より正確な平均質量が必要なときには、質量分析法で試料の同位体存在比が測定される。

### 原子量
元素 E の原子量 Ar(E) は、原子 E のモル質量 M(E) をモル質量定数 Mu で割ったものとして定義される。これは、原子 E の平均質量 ma(E) を原子質量定数 mu で割ったものに等しい。
{\displaystyle A_{\text{r}}(\mathrm {E} )={\frac {M(\mathrm {E} )}{M_{\text{u}}}}={\frac {{\overline {m}}_{\text{a}}(\mathrm {E} )}{m_{\text{u}}}}}
原子量 Ar(E) は単位を付けない（単位が1の）無次元量である。原子量に単位 g/mol をつけたもの（正確には、モル質量定数 Mu を乗じたもの）は、モル質量に等しい。原子量に単位 Da または u をつけたもの（正確には、原子質量定数 mu を乗じたもの）は、原子1個分の質量、すなわち原子の平均質量に等しい。
定義から明らかなように、原子量 Ar(E) と原子のモル質量 M(E) は実質的に同じものである。この二つの量はいつでも、モル質量定数の乗除により互いに換算できる。
一方、その名に反して原子量 (atomic weight) と原子質量 (atomic mass) は区別されるべきものである。原子量は対象試料中の原子質量の平均（を mu で除したもの）で与えられ、天秤ばかりで測定可能な量の物質を扱うのにより適したものである。例えば塩素の原子量は通常 Ar(Cl) = 35.45 であるが、原子質量が 35.45 u の塩素原子は存在しない。塩素原子を含む試料には原子質量が 34.97 u と 36.97 u の二種類の塩素原子が通常ほぼ 3 : 1 の個数比で含まれている。35.45 u はその数平均である。原子質量は核種に固有の値であるが、同位体の存在比は試料ごとに異なるので、原子量は試料ごとに異なる値をとる。
同位体の存在比は試料ごとに異なる、とはいうものの、天然由来の試料の同位体存在比はほぼ一定であることが知られている。元素の天然存在比に基づいて算出された原子量は標準原子量と呼ばれ、原子量表としてまとめられている。実用上は標準原子量を試料の原子量として用いることが多い。例えば、天然由来の試料の塩素の原子量は 35.446 から 35.457 の範囲内にある。人の手が入った市販の化学物質の塩素の原子量は、必ずしもこの範囲にはない。いずれの場合でも、より正確な原子量が必要なときには、質量分析法で試料ごとに塩素の同位体存在比が測定される。

## 分子の質量と分子量

### 分子の質量
N 個の原子からなる1個の分子の質量 mf は、その分子を構成する原子の原子質量 ma の総和に等しい。
{\displaystyle m_{\text{f}}=\sum _{i=1}^{N}m_{\text{a}}(i)}
例えば、三フッ化リン分子1個の質量は、PF3 分子を構成する4個の原子の質量の和に等しい。
mf(PF3) = ma(P) + 3×ma(F) = 88.0 u
原子質量と同様に、個々の分子の質量の単位には統一原子質量単位 u や ダルトン Da が用いられることが多い。
同じ元素の原子でも、同位体により原子質量は異なる。そのため同じ元素の原子から構成される分子であっても、分子に含まれる同位体が違えば分子の質量は異なる。例えば塩素ガス中には、質量の異なる三種類の分子が含まれている。その質量は、mf(35Cl2) = 69.9 u, mf(35Cl37Cl) = 71.9 u, mf(37Cl2) = 73.9 u である。これら三種の分子は、分子の質量は違うものの、化学的な性質はほとんど同じである。そのため普通はこれらの分子に共通の分子式 Cl2 を与えて、まとめて塩素分子という。塩素分子 Cl2 の分子1個分の質量 mf は、これら三種の分子の数平均で与えられる。
mf(Cl2) = 9/16mf(35Cl2) + 6/16mf(35Cl37Cl) + 1/16mf(37Cl2) = 70.9 u = 70.9 Da
ただし、9/16 などの係数は、塩素原子の同位体存在比から見積もった、各分子のモル分率である。
塩素分子 Cl2 のように簡単な分子であれば、上のような計算で分子の平均質量 mf を求めることができる。しかし分子が少し複雑になると、計算の手間が飛躍的に増大する。例えば水分子には、安定同位体のみから構成されるものに限っても、質量の異なる分子が9種類ある。そこで一般には和をとる順序を変えて、先に原子の平均質量を求めてから和をとって分子の平均質量を求める。
{\displaystyle {\overline {m}}_{\text{f}}=\sum _{i=1}^{N}{\overline {m}}_{\text{a}}(i)=\sum _{i=1}^{N}A_{\text{r}}(i)\,\mathrm {u} }
すなわち、N 個の原子からなる1個の分子の平均質量 mf は、その分子を構成する原子の原子量 Ar の総和に 単位 u をかけたものに等しい。例えば 分子式が CHCl3 である分子の平均質量 mf(CHCl3) は次式で与えられる。
mf(CHCl3) = 1×ma(C) + 1×ma(H) + 3×ma(Cl) = 119.4 u = 119.4 Da

### 分子量
モル質量 M を モル質量定数 Mu で割ったものを相対モル質量 (relative molar mass) Mr と呼ぶ。これは単位を付けない（単位が1の）無次元量である。要素粒子が原子のとき、相対モル質量は相対原子質量 (relative atomic mass) とも呼ばれ、記号 Ar が用いられる。すなわち、元素 E の相対原子質量は、元素 E の原子量 (atomic weight) である。
要素粒子が分子のとき、相対モル質量は相対分子質量 (relative molecular mass) と呼ばれる。歴史的な理由により、相対分子質量は分子量 (molecular weight) とも呼ばれる。すなわち、分子式が X である分子の相対モル質量 Mr(X) は、分子 X の分子量である。
分子量 Mr(X) は単位を付けない（単位が1の）無次元量である。分子量に単位 g/mol をつけたもの（正確には、モル質量定数 Mu を乗じたもの）は、分子のモル質量に等しい。分子量に単位 Da または u をつけたもの（正確には、原子質量定数 mu を乗じたもの）は、分子1個分の質量、すなわち分子の平均質量 mf(X) に等しい。
{\displaystyle M_{\text{r}}(\mathrm {X} )={\frac {M(\mathrm {X} )}{M_{\text{u}}}}={\frac {{\overline {m}}_{\text{f}}(\mathrm {X} )}{m_{\text{u}}}}}
定義から明らかなように、分子量 Mr(X) と分子のモル質量 M(X) は実質的に同じものである。この二つの量はいつでも、モル質量定数の乗除により互いに換算できる。
それに対して分子量 Mr と個々の分子の質量 mf は区別されるべきものである。分子量 Mr が分子を構成する原子の原子量 Arから算出されるのに対し、試料中の個々の分子の質量 mf は原子質量 maから算出される。質量分析計で直接測定されるものは個々の分子の質量 mf であり、その精度は数十万分の一である。分子量 Mr は対象試料中の分子の平均質量 mf に相当する。巨視的な量の物質を扱うときは、mf より mf が適している。すなわち天秤ばかりで測定可能な量の物質を扱うときは、分子量がより適している。

## 精度と不確かさ
化学式から計算されたモル質量の精度は、物質に含まれる元素により異なる。例えば鉛の標準原子量は 207.2±0.1なので、鉛の化合物の相対モル質量 Mr を小数点以下第2位まで表記することは無意味である。一方で、リンやフッ素などの単核種元素のみからなる化合物の場合は、不必要なまでに高精度なモル質量が計算できる。天然に存在する元素の原子量は、リチウムを除いて有効桁数が少なくとも4桁ある。この精度は大抵の化学分析や実験室で用いられる試薬の純度より高い。リチウムの原子量には 6.941 が採用されることが多いが、市販のリチウム化合物のリチウムの原子量は 6.938 から最大で 6.997 まで変動する。
原子量およびそれに追随するモル質量の不確かさは、同位体の天然存在比が一定ではないことに起因する。対象試料のより正確なモル質量が必要ならば、対象試料の同位体存在比を測定または推定する必要がある。
各種測定試料中の同位体比は必ずしも一定ではない。例えば試料を蒸留するとより軽い同位体が気相に濃縮されることになり、気体のモル質量は液体のモル質量より小さくなる。
相対モル質量 Mr の値は、小数点以下第2位までの数値が示されることが多い。これは慣例によるものであり、必ずしも精度や不確かさが 0.01 g/mol であることを意味しない。
なお、原子量の基となる原子の相対質量は、静止して基底状態にある原子間の相互作用のない自由な状態における質量である。厳密には液体や固体など凝縮相においては蒸発熱や昇華熱に相当する分、さらに分子やその他化合物は化学結合エネルギーに相当する分だけ質量が小さくなる。しかしこれらの化学エネルギーによる質量欠損が通常の化学実験において問題になることはない。例えば固体炭素（黒鉛）についてみると、絶対零度における昇華熱が 711.20 kJ/mol であるから、化学エネルギーによる質量欠損は1 mol当り 7.9132×10−9 g に過ぎない。

## モル質量の測定
モル質量は通常、要素粒子の化学式と標準原子量から算出される。より正確な原子量が必要な場合は、質量分析法で試料の原子量が測定される。アボガドロ定数を精密計測するプロジェクトにおいて、ケイ素28を濃縮したシリコン単結晶の原子量 M(Si) が、質量分析法により 8×10−9 の相対不確かさで測定されている。
高分子化合物のモル質量の測定については、「高分子#分子量」を参照のこと。
要素粒子の化学式が不明の場合でも、分子性物質であれば分子のモル質量を質量分析法で求めることが可能である。質量分析法により精密質量を測定できれば、分子式を決定することも可能である。
気体や蒸気あるいは溶液中の溶質のモル質量は、密度あるいは融点などの巨視的な量の測定より求めることも可能である。このような測定は質量分析計による測定よりはるかに精度は劣るが、原子量を定めてきた歴史上の手段としては関心がもたれる。

### 気体の密度より
気体の密度によるモル質量の測定は、一定条件の下で一定体積中に一定数の分子が存在するというアボガドロの法則に基づく。この法則により理想気体の状態方程式が導かれる。
{\displaystyle PV=nRT}
ここで P は気体の圧力、V は気体の体積、n は気体の物質量、R は気体定数、T は気体の絶対温度である。
また気体の密度 ρ は気体のモル質量 M と以下の関係にある。
{\displaystyle {\it {\rho }}={{nM} \over {V}}}
これらの式よりモル質量は気体の密度および絶対温度と以下の関係が成立する。
{\displaystyle M={{\rho RT} \over {P}}}

### 束一的性質より
以下の手法は理想希薄溶液の束一的性質を利用するもので、溶液が充分に希薄溶液であると見做すことができ、かつ物質の何らの解離および会合も起こらないという仮定の下によるものである。

#### 浸透圧より
溶液の浸透圧 Π からモル質量を測定することも可能であり、これも気体の状態方程式と同型の式から算出される。ここで w は溶質の質量でありモル質量は以下の式で算出される。
{\displaystyle M={{wRT} \over {{\it {\Pi }}V}}}

#### 凝固点降下より
溶液の凝固点は純溶媒より低いのが普通である。凝固点で析出してくる固体への溶質の溶け込みが無視できるときには、溶液の凝固点降下 ΔT は溶質の質量モル濃度に比例する。その比例定数であるモル凝固点降下 Kf は、溶質の種類にはよらない、溶媒に固有の定数である。これを用いると溶質のモル質量 M は以下の式で表される。
{\displaystyle M={{wK_{\rm {f}}} \over {W\Delta T}}}
ただし、wは溶質の質量、Wは溶媒の質量である。

#### 沸点上昇より
溶液の沸点は純溶媒より高くなることが多い。溶質が不揮発性でその蒸気圧が無視できるほど低いときには、溶液の沸点上昇 ΔT は溶質の質量モル濃度に比例する。その比例定数であるモル沸点上昇 Kb は、溶質の種類にはよらない、溶媒に固有の定数である。これを用いると溶質のモル質量 M は以下の式で表される。
{\displaystyle M={{wK_{\rm {b}}} \over {W\Delta T}}}
ただし、wは溶質の質量、Wは溶媒の質量である。